# 車敏智
車敏智（韓語：차민지，1990年4月29日—），本名金敏智，韓國女演員，曾用艺名敏智。

## 簡歷
車敏智於2006年出道後，翌年首度參演電影《我們人生中最棒的瞬間》中飾演角色「寶藍」，以不像新人的演技和生動感十足的角色獲注目。其後，她在不同電視劇中參演配角角色，活躍於小螢幕中。

## 演出作品

### 電視劇
- 2006年：EBS《Champ》飾演 英雅公主
- 2008年：KBS《大王世宗》飾演 潭伊
- 2008年：KBS《Jungle Fish》飾演 姜率
- 2010年：KBS《Drama Special－可怕的傢伙、鬼魂和我》
- 2010年：KBS《Drama Special－秘密的花園》飾演 金基藍
- 2011年：KBS《公主的男人》飾演 餘利
- 2012年：JTBC《症候群》
- 2012年：KBS《需要仙女》飾演 李哈妮
- 2012年：KBS《我的女兒㥠榮》飾演 河英
- 2013年：JTBC《老大》飾演 崔銀珠
- 2016年：KBS《閃耀的恩秀》飾演 彩元（特別出演）
- 2017年：KBS《推理的女王》飾演 高珠妍
- 2017年：KBS《Go Back夫婦》飾演 馬恩珠
- 2018年：OCN《Voice 2》飾演 高藝智
- 2018年：tvN《Drama Stage－戰士崔江順》飾演 權智英
- 2018年：OCN《Priest》飾演 張景嵐
- 2019年：MBC《壞愛情》飾演 崔恩惠（特別出演）
- 2020年：KBS《Born Again》飾演 J
- 2020年：MBC《Oh！珠仁君》飾演 崔仁英
- 2021年：KakaoTV《剛剛三十歲》飾演 洪雅英
- 2022年：KBS《加油，我的人生》飾演 白勝珠
- 2023年：KBS《真的出現了！》飾演 陳秀芝（特別出演）

### 電影
- 2006年：《Pewason Davril》（短篇電影）飾演 始晶
- 2006年：《少女奔跑》（短篇電影）飾演 少女
- 2006年：《爲了愛麗絲》（短篇電影）飾演 少女
- 2007年：《夢想成真》飾演 秀珍
- 2007年：《我們人生中最棒的瞬間（英语：Forever the Moment）》飾演 張寶藍
- 2009年：《沒關係》（短篇電影）飾演 宥利
- 2014年：《殭屍學校》飾演 靜子
- 2014年：《Welcome》飾演 妍珠
- 2015年：《貓之葬禮》飾演 恩慶
- 2015年：《二十行不行》飾演 20歲女人
- 2016年：《她們的事情》
- 2019年：《無臉的老闆》飾演 英才的姐姐

## 外部連結
- 車敏智的Instagram帳戶
- 車敏智在NAVER上的资料
- 車敏智在Daum上的资料